# Lloydia serotina
Lloydia serotina là một loài thực vật có hoa trong họ Liliaceae. Loài này được (L.) Rchb. miêu tả khoa học đầu tiên năm 1830.